# Otto Heibl
Otto Hubert Heibl (* 8. Mai 1939 in Wagna) ist ein ehemaliger österreichischer Betriebsrat, Gewerkschafter und Politiker (SPÖ).
Vom 28. November 1989 bis zum 7. November 2000 gehörte er dem steirischen Landtag in drei aufeinanderfolgenden Gesetzgebungsperioden als Landtagsabgeordneter an.

## Leben und Wirken
Otto Heibl wurde am 8. Mai 1939 in Wagna geboren. Nach seiner allgemeinen Schulausbildung schloss er die Bauhandwerkerschule ab und war in weiterer Folge als Polier tätig. Schon früh engagierte er sich in der Gewerkschaft und in der Sozialdemokratie. Im Jahre 1973 erfolgte seine Wahl zum Betriebsratsobmann der Baufirma Negrelli. Nach dem freiwilligen Ausscheiden von Peter Gottlieb während der XI. Gesetzgebungsperiode des steirischen Landtages übernahm Heibl als Nachrücker mit 28. November 1989 das freigewordene SPÖ-Mandat. Danach gehörte er dem Landtag bis zu seinem Ausscheiden am 7. November 2000 in drei verschiedenen Gesetzgebungsperioden an. Während dieser Zeit stieg er im Jahre 1995 Bezirksvorsitzenden von Leibnitz auf und legte dieses Amt ebenfalls im Jahr 2000 nieder. Im Anschluss blieb Heibl auch während seiner Pension politisch aktiv und fungierte zuletzt bei der Nationalratswahl 2017 als Sprecher des  Personenkomitees für den Nationalratsabgeordneten Josef Muchitsch. Um das Jahr 2000 war Heibl Landesvorsitzender der Gewerkschaft Bau-Holz des Österreichischen Gewerkschaftsbunds in der Steiermark; die hier ebenfalls bereits erwähnten Peter Gottlieb und Josef Muchitsch agierten zu dieser Zeit als Landessekretär respektive Sekretär des ÖGBs. Die genauen Jahre und Funktionen innerhalb des ÖGB gehen jedoch nicht hervor.
Heibl lebt mit seiner Frau Annemarie (* 1941) im gemeinsamen Haus in Leibnitz.